# A Társadalom (televíziós sorozat)
A Társadalom egy amerikai rejtélyes tini dráma web televízió sorozat, amit Christopher Keyser készített és vetített le a Netflixen 2019. május 10-én. Habár a második évad tervben volt, a sorozatot ettől függetlenül befejezték egy évad után a COVID–19-világjárvány miatt.

## Szereplők

### Főszereplők
| Színész              | Karakter           |
| -------------------- | ------------------ |
| Kathryn Newton       | Allie Pressman     |
| Gideon Adlon         | Becca Gelb         |
| Sean Berdy           | Sam Eliot          |
| Natasha Liu Bordizzo | Helena             |
| Jacques Colimon      | Will LeClair       |
| Olivia DeJonge       | Elle Tomkins       |
| Alex Fitzalan        | Harry Bingham      |
| Kristine Froseth     | Kelly Aldrich      |
| Jose Julian          | Gordie             |
| Alexander MacNicoll  | Luke               |
| Toby Wallace         | Campbell Eliot     |
| Rachel Keller        | Cassandra Pressman |

### Visszatérő szereplők
| Színész               | Karakter              |
| --------------------- | --------------------- |
| Jack Mulhern          | Gareth "Grizz" Visser |
| Spencer House         | Clark                 |
| Emilio Garcia-Sanchez | Jason                 |
| Salena Qureshi        | Bean                  |
| Olivia Nikkanen       | Gwen                  |
| Kiara Pichardo        | Madison               |
| Grace Victoria Cox    | Lexie                 |
| Naomi Oliver          | Olivia                |
| Kelly Rose            | Marnie                |
| Matisse Rose          | Jessica               |
| Alicia Crowder        | Erika                 |
| Benjamin Breault      | Blake                 |
| Damon J. Gillespie    | Mickey                |
| Peter Donahue         | Shoe                  |
| Seth Meriwether       | Greg Dewey            |
| Madeline Logan        | Gretchen              |
| Dante Rodrigues       | Zane                  |

### Vendégszereplők
| Színész              | Karakter        |
| -------------------- | --------------- |
| Amy Carlson          | Amanda Pressman |
| David Aaron Baker    | Jim Pressman    |
| Michael Siberry      | Rodgers Eliot   |
| Paul Anthony Stewart | Doug Eliot      |
| Anastasia Barzee     | Karen           |
| Chaske Spencer       | Mr. Pfeiffer    |
| Chloe Levine         | Emily           |
| Ava Gaudet           | Lynette Eliot   |

## Epizódok
| #   | Cím                                                        | Rendező           | Író                               | Premier                          |
| --- | ---------------------------------------------------------- | ----------------- | --------------------------------- | -------------------------------- |
| 1.  | Mi történt (What Happened)                                 | Marc Webb         | Christopher Keyser                | 2019. május 10. 2019. június 19. |
| 2.  | A mi városunk (Our Town)                                   | Marc Webb         | Christopher Keyser                | 2019. május 10. 2019. június 19. |
| 3.  | A gyerekkor vége (Childhood's End)                         | Tara Nicole Weyr  | Rachel Sydney Alter               | 2019. május 10. 2019. június 19. |
| 4.  | Cseppenként (Drop by Drop)                                 | Stacie Passon     | Emily Bensinger                   | 2019. május 10. 2019. június 19. |
| 5.  | Vedd fel a ruhád (Putting on the Clothes)                  | Haifaa Al-Mansour | Anna Fishko és Christopher Keyser | 2019. május 10. 2019. június 19. |
| 6.  | Mint valami kiba*ott isten (Like a F-ing God or Something) | Megan Griffiths   | Christopher Keyser és Anna Fishko | 2019. május 10. 2019. június 19. |
| 7.  | Allie szabályai (Allie's Rules)                            | Patricia Cardoso  | Qui Nguyen                        | 2019. május 10. 2019. június 19. |
| 8.  | Méreg (Poison)                                             | Rich Lee          | Maile Meloy                       | 2019. május 10. 2019. június 19. |
| 9.  | Új nevek (New Names)                                       | Brett Simon       | Anna Fishko                       | 2019. május 10. 2019. június 19. |
| 10. | Hogyan történik (How it Happens)                           | Marc Webb         | Christopher Keyser                | 2019. május 10. 2019. június 19. |